# Eugenia Picco
Anna Eugenia Picco, al secolo Maria Angela Picco (Crescenzago, 8 novembre 1867 – Parma, 7 settembre 1921), è stata una religiosa e mistica italiana, superiora generale della congregazione delle Piccole Figlie dei Sacri Cuori di Gesù e Maria, venerata come beata dalla Chiesa cattolica.

## Biografia
Figlia di un musicista non vedente, Giuseppe Picco, rinomato violinista alla Scala, e di Adelaide Del Corno, nacque in un paese sobborgo di Milano e venne cresciuta in ambiente agiato e poco religioso.
Inizialmente venne affidata spesso alla cura degli zii paterni durante i frequenti viaggi di lavoro dei genitori, spesso impegnati in tournée all'estero. Con la prematura scomparsa del padre in circostanze misteriose nel corso di una tournée negli Stati Uniti, Eugenia, ancora piccola, tornò a vivere con la madre e con Basilio Recalcati, suo nuovo convivente (dal quale la donna ebbe in seguito altri tre figli).
La madre era interessata più alla vita mondana e desiderava per la figlia una carriera artistica. La giovane Eugenia, invece, iniziò a frequentare l'oratorio delle Suore Orsoline del Sacro Cuore di via Parini a Milano e la Basilica di Sant'Ambrogio.
Eugenia, che andava maturando un crescente desiderio di ascesi, a vent'anni riferì di essere stata colpita da un fenomeno di transverberazione: in una sera di particolare afflizione, infatti, sarebbe stata "trapassata da una lama di luce" emessa dall'icona appesa sul muro sopra il suo letto.
Per la giovane Eugenia divenne chiara la scelta di dedicarsi alla vita religiosa entrando nelle Orsoline, il cui noviziato si svolgeva a Milano. Il desiderio e la necessità di Eugenia di staccarsi definitivamente dall'ambiente milanese e soprattutto familiare ostile, suggerì alle suore Orsoline, alle quali aveva confidato le sue intenzioni, di indirizzarla per prudenza altrove. La scelta cadde sulle suore Chieppine, le Piccole Figlie dei Sacri Cuori di Gesù e Maria, ordine da poco fondato a Parma da Agostino Chieppi.
Il 31 agosto 1887 Eugenia fuggì di casa di nascosto a causa dell'opposizione della madre e del convivente. Rifugiatasi a Parma, Eugenia fu accolta da don Agostino Chieppi e il 10 giugno 1891 fece la professione religiosa con i voti di castità, povertà e ubbidienza, prendendo il nome di suor Anna Eugenia.
Dopo essere stata educatrice, maestra delle novizie e segretaria della congregazione, nel 1911 fu eletta superiora generale, carica che mantenne fino alla morte.
Le attività di Eugenia Picco come superiora del suo ordine furono inizialmente educative e poi caritatevoli, in particolare verso i poveri. Durante la prima guerra mondiale dedicò gran parte dei suoi sforzi e di quelli del suo ordine alla cura e all'accoglienza dei feriti di guerra, aprendo le porte della casa madre delle Chieppine e operando negli ospedali militari. Si dedicò anche all'accoglienza e all'educazione dei figli di coloro che erano chiamati al fronte, e che non potevano quindi provvedere al loro completo sostentamento.
Nel 1919 suor Eugenia subì l'amputazione di un piede a causa di un'artrosinovite. Fu comunque rieletta superiora generale nel 1919.
Morì a 54 anni, probabilmente per una tubercolosi.

## Il processo di beatificazione

Suor Eugenia in un'immagine tarda

Dopo la morte di suor Eugenia iniziò a diffondersi la sua fama di santità, già avvertita quand'era ancora in vita e dovuta, come affermano i documenti, al fatto che suor Eugenia era «vista da tutti come esempio di straordinaria virtù e come modello di pietà, di zelo, di prudenza, di spirito di sacrificio e di saggezza.»
Il processo di beatificazione iniziò nel settembre del 1945: il 18 febbraio 1989 fu riconosciuto l'esercizio eroico delle virtù e suor Eugenia Picco fu dichiarata venerabile.
Il 20 dicembre 1999 fu pubblicato il decreto sul miracolo a firma del cardinal José Saraiva Martins, Prefetto della Congregazione per le cause dei santi. Alla sua intercessione fu attribuita dalla Chiesa cattolica la guarigione ritenuta prodigiosa di Camillo Talubingi Kingombe, della diocesi di Uvira (nell'allora Zaire), avvenuta il 25 agosto 1992.
Eugenia Picco fu dichiarata beata da Giovanni Paolo II il 7 ottobre 2001, insieme ad altri sette venerabili. È commemorata il 7 settembre, data della sua morte.

## Riconoscimenti
La sua città natale le ha dedicato una via nel quartiere dov'è nata.